# DICT
DICT (zkratka z anglického Dictionary Server Protocol) je protokol nad rodinou síťových protokolů TCP/IP, který definuje komunikaci mezi serverem realizujícím slovníkovou databázi lidského jazyka a klientem, který zasílá dotaz na tento slovník. Specifikuje jej RFC2229 z roku 1997 a existuje řada nezávislých implementací klientu i serveru. Byl zamýšlen jako náhrada staršího protokolu webster a na rozdíl od něj nabízí zejména přístup k více slovníkům zároveň.
Z klientské strany lze používat DICT i pomocí pouhého telnetu, ale také jej podporují například projekty StarDict a GNOME Dictionary.
Jako motivační i vzorový příklad slouží protokolu některé volné slovníky, například Jargon File.